# 7891 Fuchie
7891 Fuchie este un asteroid din centura principală de asteroizi.

## Descriere
7891 Fuchie este un asteroid din centura principală de asteroizi. A fost descoperit pe 11 noiembrie 1994 la Nyukasa de Masanori Hirasawa și Shohei Suzuki. Asteroidul prezintă o orbită caracterizată de o semiaxă mare de 2,28 ua, o excentricitate de 0,15 și o înclinație de 1,9° în raport cu ecliptica.